# Euselasia eutaea
Euselasia eutaea is een vlindersoort uit de familie van de prachtvlinders (Riodinidae), onderfamilie Euselasiinae.
Euselasia eutaea werd in 1853 beschreven door Hewitson.